# Darès (mythologie)
Darès (en grec ancien : Δάρης), est un personnage mythologique de Troie qui apparaît dans les œuvres d' Homère et de Virgile.

## Iliade
Dans le cinquième chant de l'Iliade, Darès, originaire de Phrygie, est le prêtre d'Héphaïstos à Troie. C'est un homme riche et honoré, père des deux jeunes guerriers Phegée et Idée. Dans le cinquième livre de l'Iliade, ces deux hommes sont les premiers Troyens à affronter Diomède, qui, se battant avec la faveur de la déesse Athéna, est doté d'une force exceptionnelle. Au cours de la bataille, Phegée est tué, tandis qu'Ideo est sauvé grâce à l'intervention d'Héphaïstos qui, malgré son opposition aux Troyens, veut éviter la ruine totale de la famille de son prêtre.

## Enéide
Dans le cinquième livre de l'Énéide, Darès est avec les compagnons d'Énée, fuyant Troie. Il est le premier à participer à la compétition de boxe dans les jeux appelés par le chef troyen en Sicile pour marquer l'anniversaire de la mort de son père Anchise : dans cette liste, il est considéré comme imbattable malgré son âge mûr. Personne ne se présente pour relever le défi qu'il a lancé, mais c'est seulement quand il prétend recevoir le prix sans s'être battu, qu'arrive un challenger Sicano, Entellus, plus âgé que Darès, qui possède une force extraordinaire et une grande expérience. Ce dernier est l'élève du légendaire Erix, le héros éponyme de la montagne sicilienne tué par Hercule. Darès est sauvé par Énée qui interrompt le combat en décrétant la victoire d'Entellus. Darès meurt ensuite héroïquement dans le douzième livre du poème, à l'occasion de la guerre contre les Italiques, par la main de Turnus.